# Ivan Fomin
Ivan Aleksandrovich Fomin (Oriol, 3 de fevereiro de 1872 – Moscou, 12 de junho de 1936) foi um arquiteto russo.
Iniciou sua carreira em 1899 em Moscou, trabalhando o estilo Art nouveau.

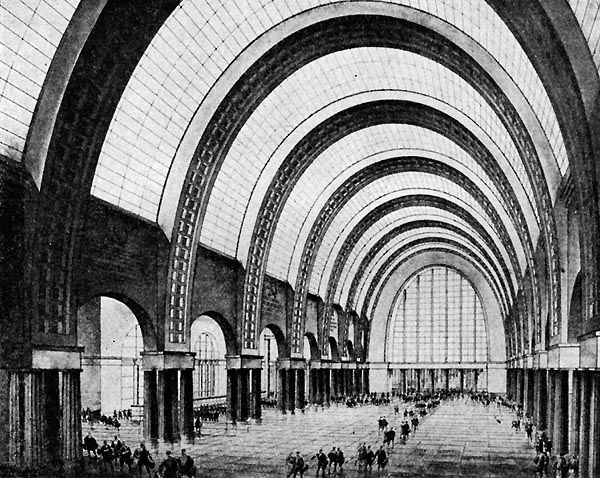
Kursky rail terminal, main concourse - contest entry, 1933

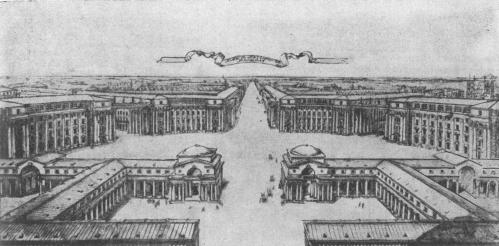
Novy Peterburg, perspective plan, 1912

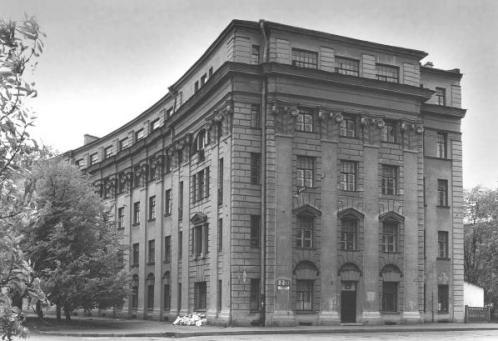
Novy Peterburg, completed building, 1914

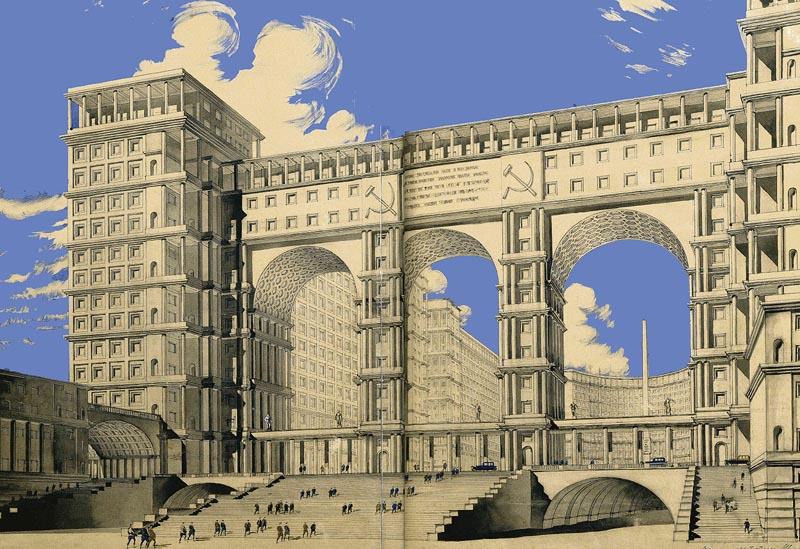
Narkomtiazhprom contest entry, 1934

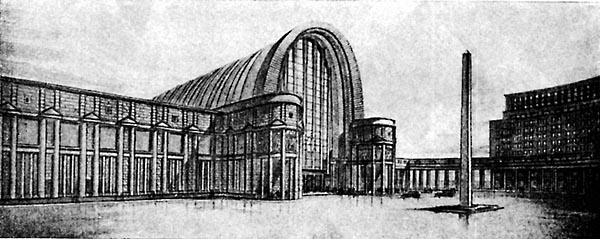
Kursky rail terminal contest entry, 1933

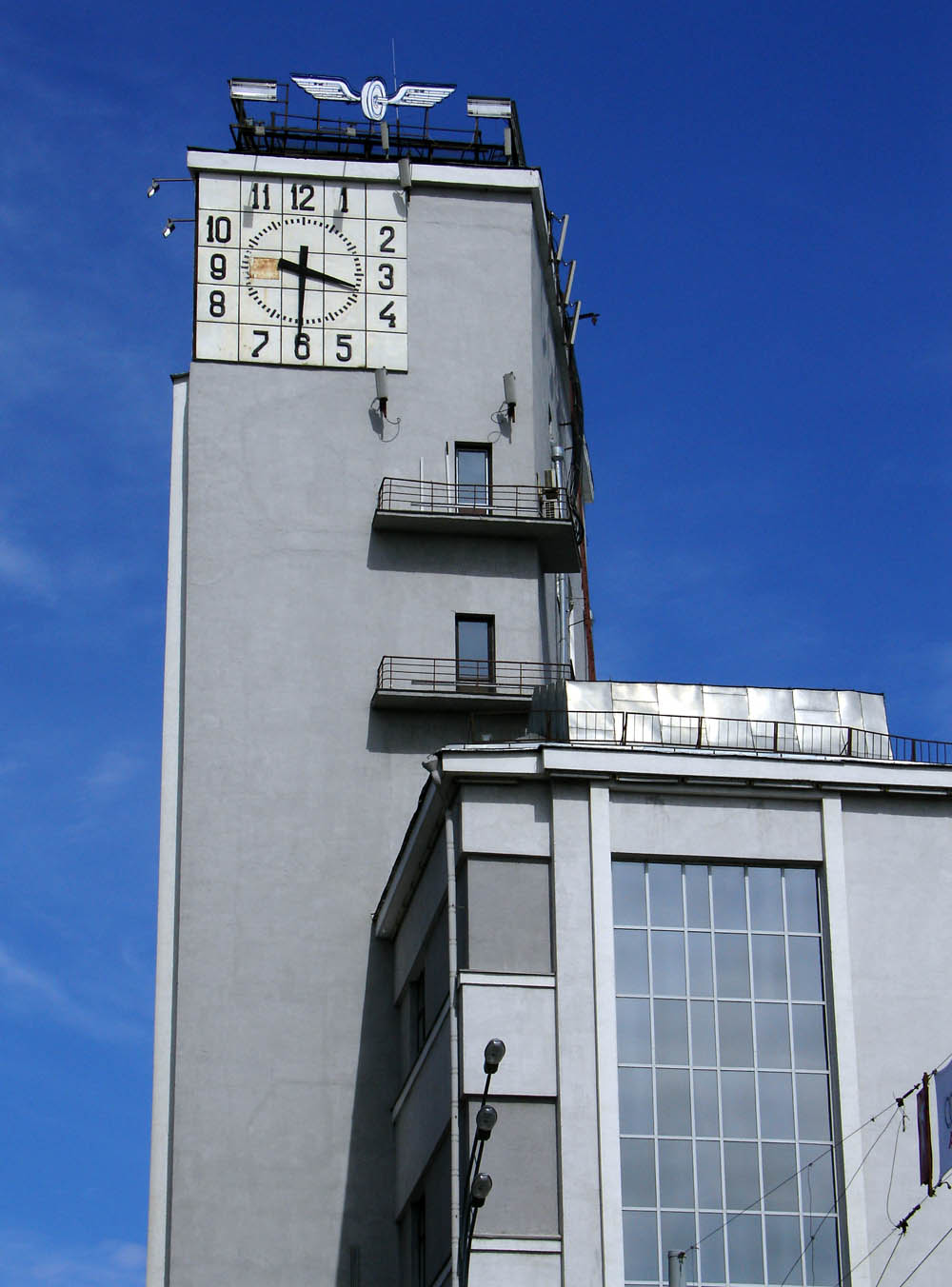
Ministry of Railways (Tank Engine Building) was Fomin's experiment with constructivist architecture, 1930

## Construções

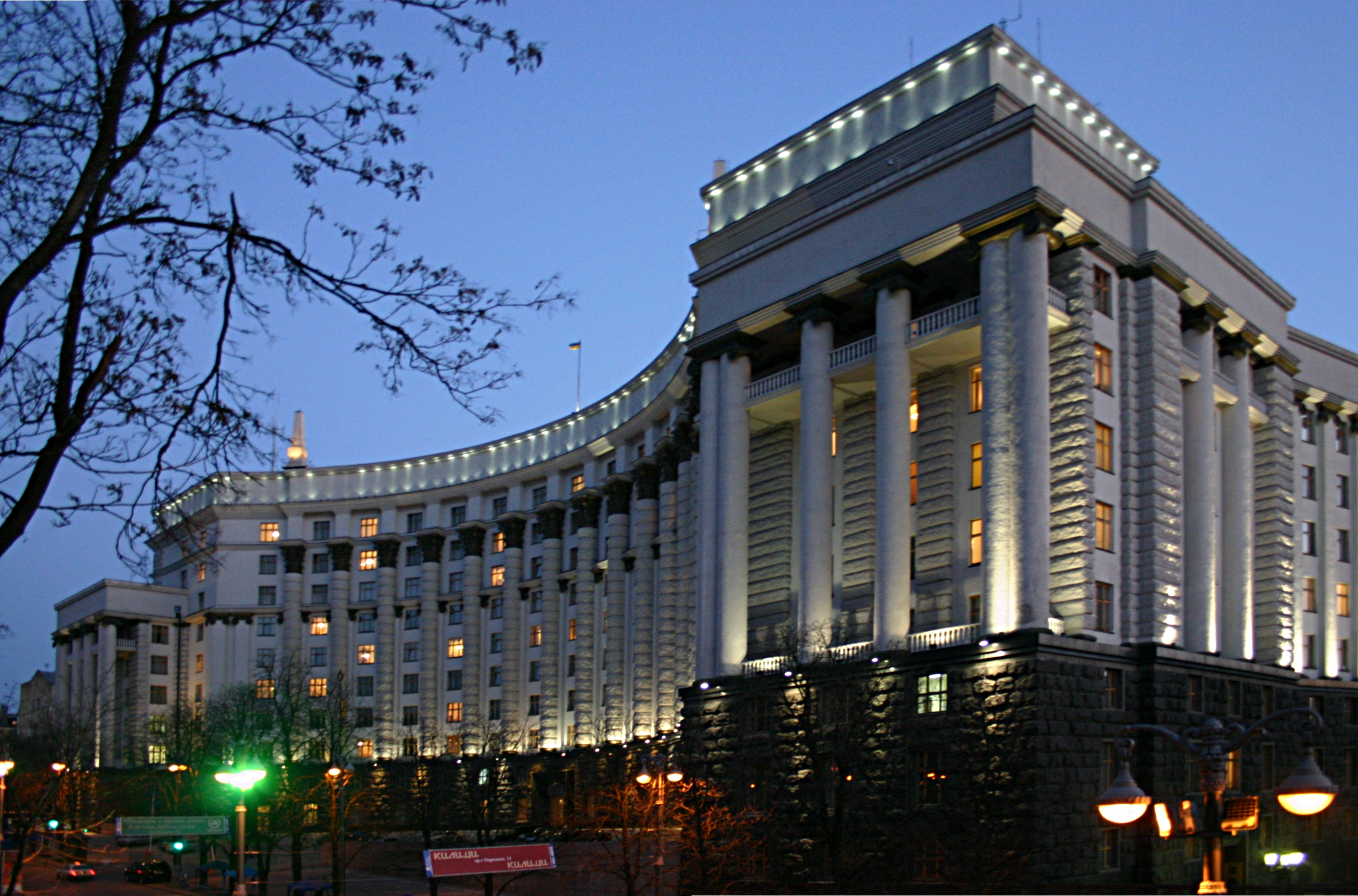
Government of Ukraine, Kiev

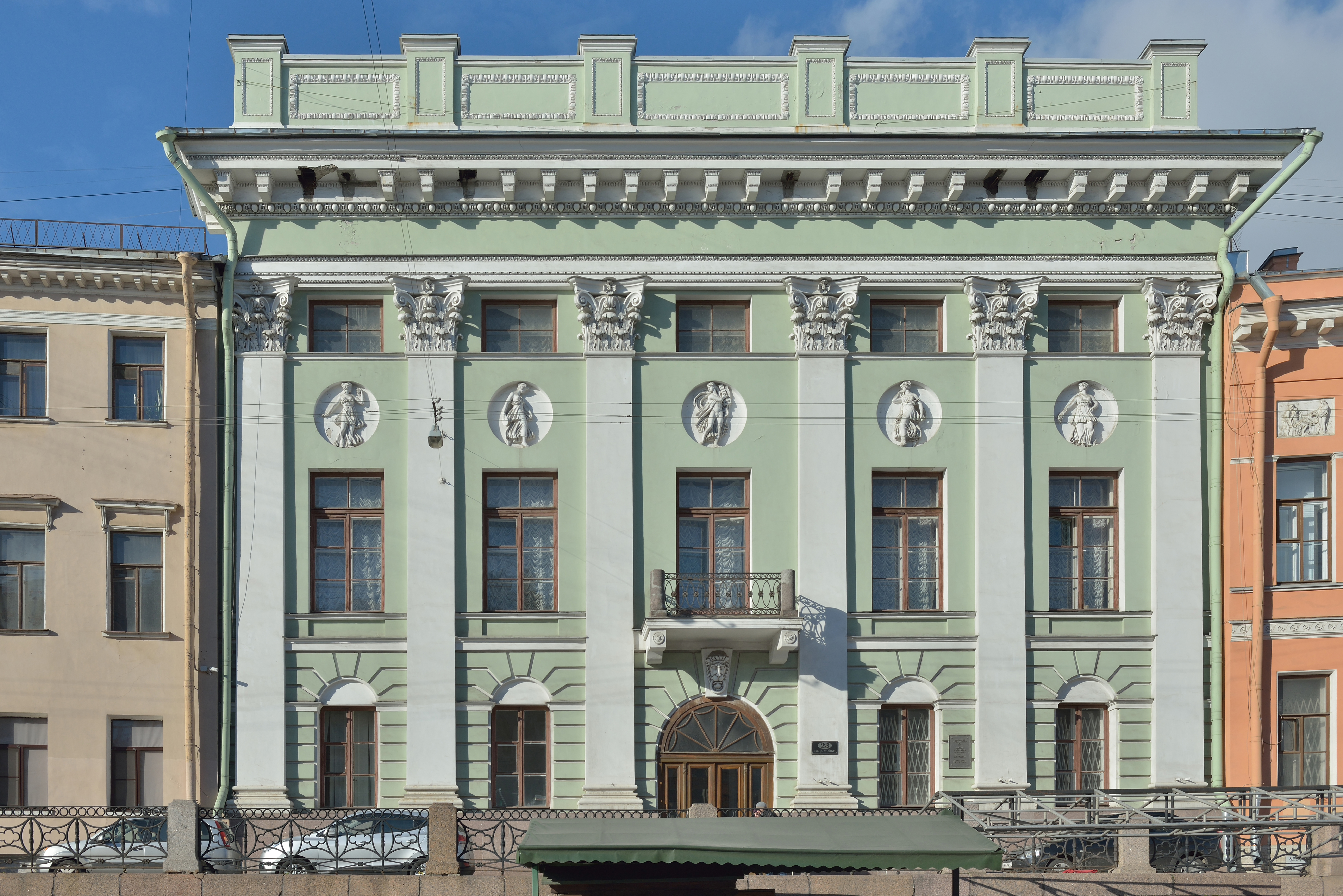
House of Prince S. Abamelek-Lazarev View from the Moyka River in Saint Petersburg.

- 1900 Wilhelmina Reck Mansion (Moscow, Skatertny Lane, 25)
- 1900-1902 Moscow Art Theater (Apprentice under Schekhtel)
- 1909-1911 Shakhovskaya Mansion, interiors (Saint Petersburg, Fontanka embankment, 27)
- 1910 Família Gagarin Kholomki estate, Pskov Oblast
- 1911-1913 Polovtzov Mansion (Saint Petersburg, Srednei Nevki Embankment, 6)
- 1911-1914 Novy Peterburg (Golodai Island development), concept, planning, lead architect
- 1912 Novy Peterburg apartment building (Kakhovsky Lane, 10)
- 1912-1914 Novy Peterburg apartment building (Kakhovsky Lane, 2, completed 1927)
- 1912 Leonid Matsievich tomb (Saint Petersburg, Alexander Nevsky Lavra)
- 1912 Ratkov-Rozhnov building, interiors (Saint Petersburg, Dvortzovaya Embankment, 8)
- 1912-1913 Ratkov-Rozhnov mansion, interiors (Saint Petersburg, Moika Embankment, 86)
- 1912-1913 Golubev mansion, interiors (Saint Petersburg, Bolshoy Prospect, 10)
- 1913 Neidgardt mansion, interiors (Saint Petersburg, Zacharievskaya, 31)
- 1913-1914 Vorontsov-Dashkov mansion, interiors (Saint Petersburg, Mokhovaya 10)
- 1913-1914 Abamelek-Lazarev mansion (Saint Petersburg, Moika Embankment, 23)
- 1914 Portal, "Cafe de Paris", (Saint Petersburg, Bolshaya Morskaya 16)
- 1913 Obelisks and lanterns, Lomonosov Bridge (Saint Petersburg)
- 1920-1923 Field of Mars garden landscaping, Saint Petersburg
- 1927 Udarnik Sanatorium (Zheleznovodsk)
- 1929 Chemical Institute (Ivanovo, concept, realized by A.I.Pavin 1930-1937, photograph)
- 1928-1930 Dynamo Building (Moscow, Lubyanka Street)
- 1929-1930 Mossovet Building (Moscow)
- 1930 Own studio building (Moscow, Prospect Mira, 52)
- 1930 Commissariat of Railways (Дом МПС, Дом-Паровоз - The Tank Engine Building) (Moscow)
- 1933-1936 Clinic for the Comissarian of Railways (Moscow, Basmannaya, ru_sovarch blog)
- 1935 Krasniye Vorota station, Moscow Metro
- 1934-1936 Government of Ukraine building (Kiev, completed 1938 by P.V. Abrosimov))
- 1936 Teatralnaya station, Moscow Metro (completed 1938)